# Futbol a Hondures
El futbol és l'esport més popular a Hondures. És organitzat per la Federación Nacional Autónoma de Fútbol de Honduras (FENAFUTH).

## Història

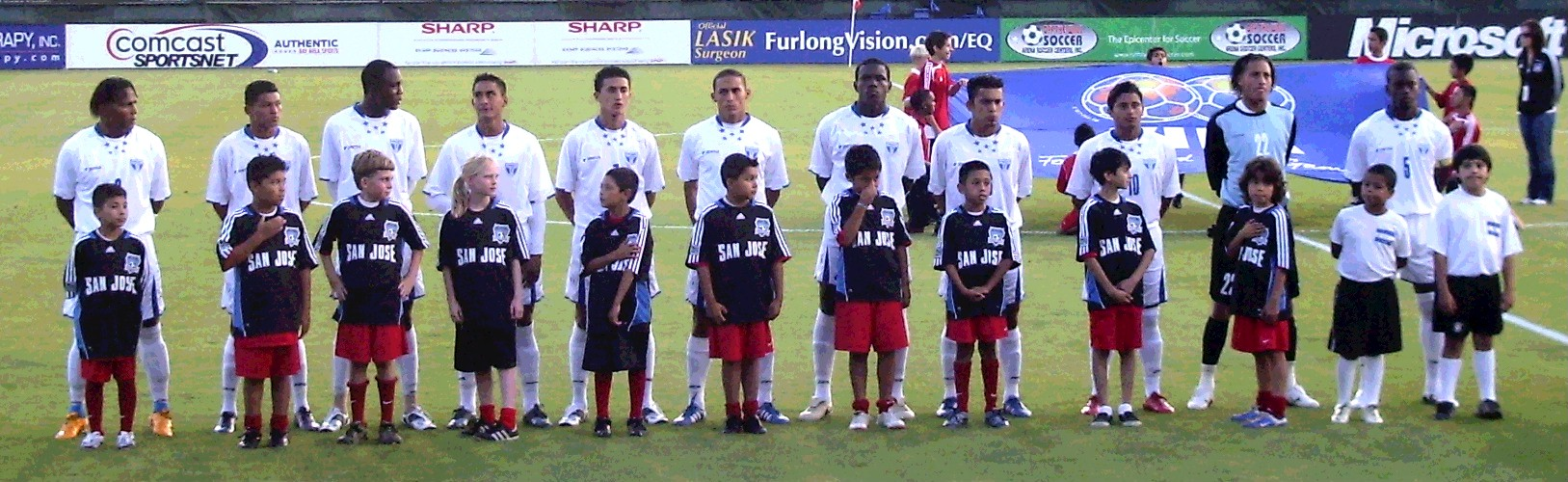
Selecció olímpica d'Hondures el 2008.

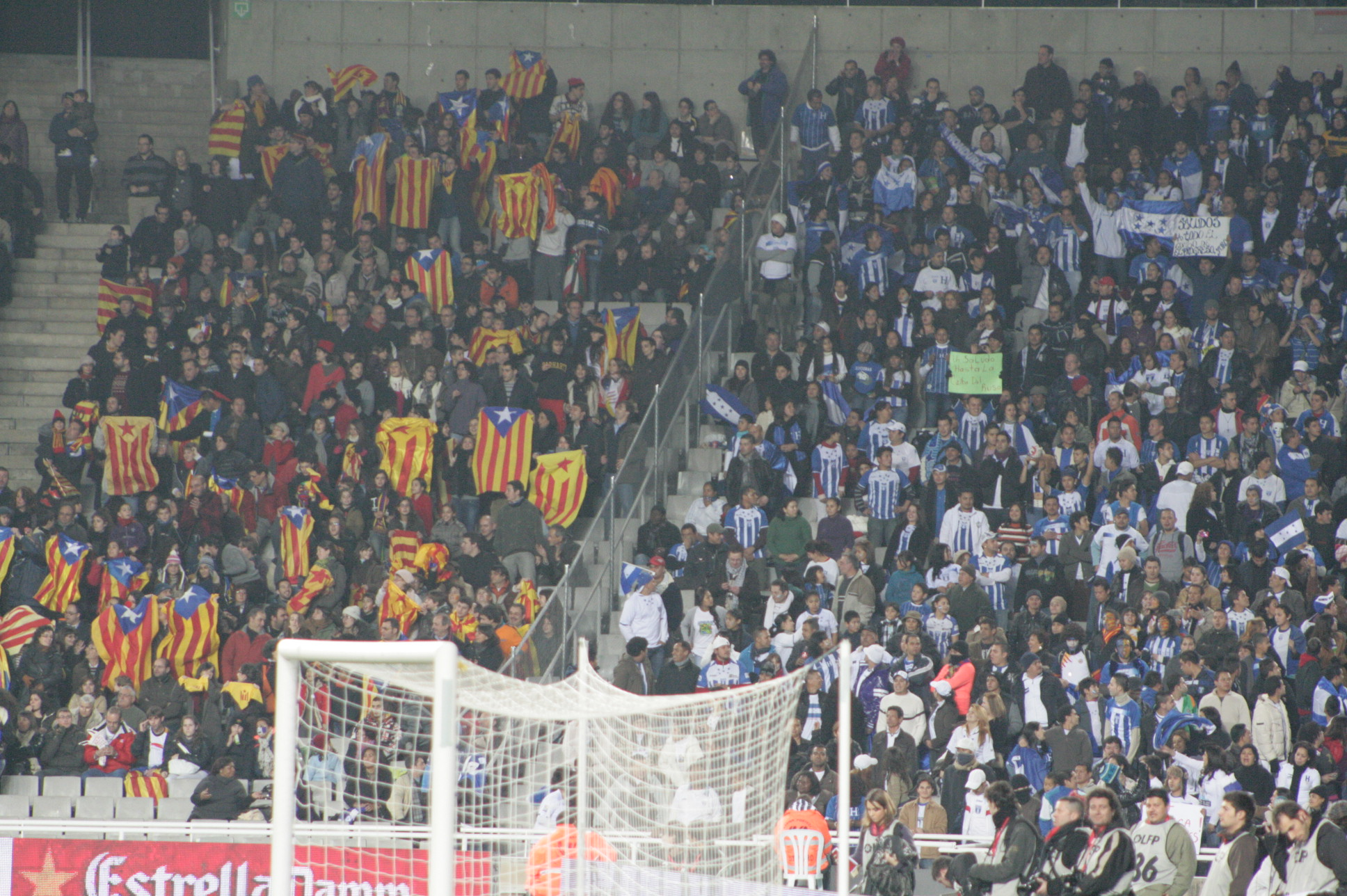
Seguidors de Catalunya i Hondures al Trofeu Catalunya Internacional 2010 el 28 de desembre de 2010.

A l'actual territori d'Hondures, els maies de Copán jugaven a un joc de pilota anomenat Pok-ta-pok, al voltant de l'any 1000 DC.
L'any 1896, un vaixell arribat a Puerto Cortés amb immigrants anglesos introduí el futbol en aquesta ciutat. L'any 1906, el govern de la República contractà el professor guatemalenc Miguel Saravia per ensenyar futbol a la Escuela Normal de Varones de Tegucigalpa i tres anys més tard, juntament amb el pare Niglia, ensenyà a l'Institut Salesià San Miguel de Comayagüela.
El club més antic del país fou el Club Deportivo Olimpia, fundat el 12 de juny de 1912 com a Juventud Olímpica, inicialment com un equip de beisbol. Altres clubs fundats posteriorment foren Lituania, Signos, Trebol, Honduras, Atletico Deportes, Nueva Era, Colón i Spring. Nos clubs aparegueren a la dècada de 1920, com CD Motagua (1928) a la capital, o Marathón (1925) i Real España (1929) a San Pedro Sula. La selecció d'Hondures disputà el seu primer partit internacional l'any 1921.
La Federació (FENAFUTH) va ser fundada el 1935 i ingressà a la FIFA el 1946 i co-fundà la CONCACAF el 1961.
Un partit de classificació davant El Salvador pel Mundial de 1970 fou la causa d'una guerra entre ambdós països que fou coneguda com la Guerra del Futbol.

## Competicions
- Liga Nacional de Fútbol de Honduras
- Liga Nacional de Ascenso de Honduras (segona categoria)
- Liga Mayor de Futbol de Honduras (tercera categoria)
- Lliga amateur hondurenya de futbol (desapareguda)
- Copa hondurenya de futbol
- Supercopa hondurenya de futbol

## Principals clubs
Clubs campions dels campionats professional.
- Club Deportivo Olimpia
- Club Deportivo Motagua
- Real Club Deportivo España
- Club Deportivo Marathón
- Club Deportivo Platense
- Club Deportivo y Social Vida
- Club Deportivo Victoria
- Club Deportivo Honduras Progreso
- Real Maya
- Juticalpa Fútbol Club

## Jugadors destacats
Fonts:
Des de 1960
- José Cardona
- Ángel Ramón Paz

Des de 1970
- José Luis Cruz
- Jimmy Steward
- Jorge Urquía
- Jaime Villegas

Des de 1980
- Julio César Arzú
- Allan Costly
- José Roberto Figueroa
- Ramón Maradiaga
- Gilberto Yearwood

Des de 1990
- Wilmer Cruz
- César Obando
- Carlos Pavón
- Nicolás Suazo
- Wilmer Velásquez

Des de 2000
- Édgar Álvarez
- Samuel Caballero
- Mario Iván Guerrero
- Amado Guevara
- Julio César de León
- Wilson Palacios
- David Suazo
- Noel Valladares

Des de 2010
- Roger Espinoza
- Maynor Figueroa
- Emilio Izaguirre

## Principals estadis

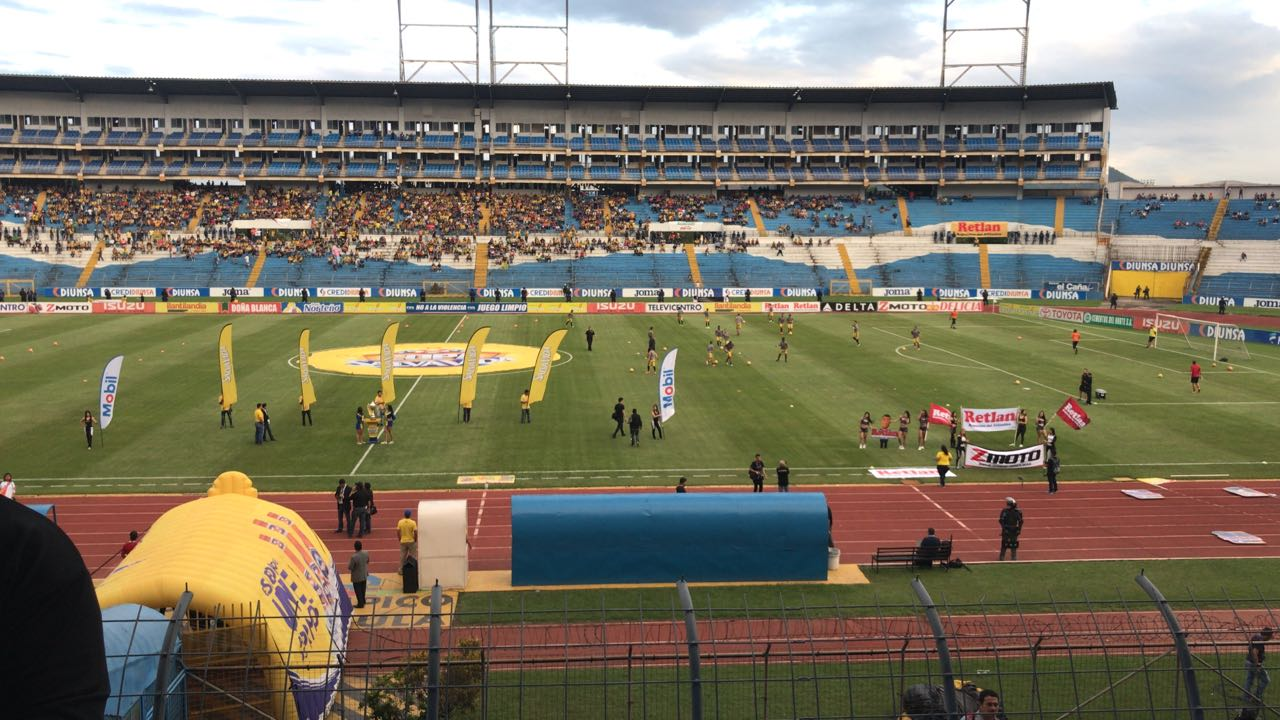
Estadi Olimpico Metropolitano.

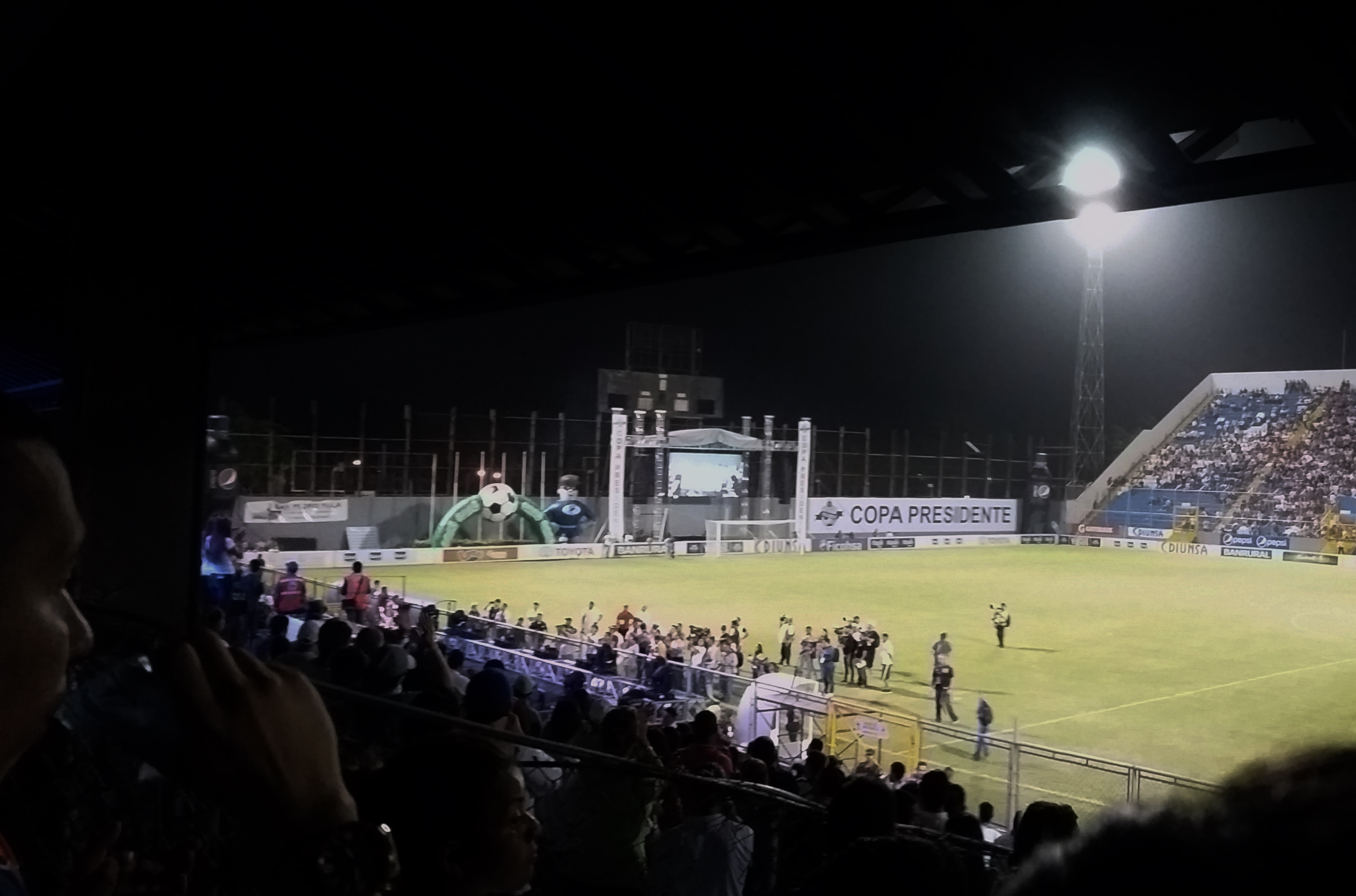
Estadi Francisco Morazán.

| # | Estadi                          | Seu            | Capacitat |
| - | ------------------------------- | -------------- | --------- |
| 1 | Estadio Olímpico Metropolitano  | San Pedro Sula | 45.000    |
| 2 | Estadio Tiburcio Carías Andino  | Tegucigalpa    | 36.000    |
| 3 | Estadio Nilmo Edwards           | La Ceiba       | 25.000    |
| 4 | Estadio Francisco Morazán       | San Pedro Sula | 21.000    |
| 5 | Estadio Juan Ramón Brevé Vargas | Juticalpa      | 20.000    |
| 6 | Estadio Yankel Rosenthal        | San Pedro Sula | 15.000    |